# NBA:s draft
NBA:s draft är en årlig draft där de 30 klubbarna i National Basketball Association (NBA) väljer rättigheter till odraftade spelare. Draften hålls varje sommar, vanligen i juni. Den första NBA-draften genomfördes 1947.